# Set (polecenie)
set – polecenie systemu operacyjnego DOS języka VBScript, pozwalające do ustawienia, usuwania i wyświetlania listy środowiskowych (systemowych) zmiennych i również szybkiego przechodzenia do katalogów. Umożliwia tworzenie zmiennych i służy do zadawania pytań użytkownikowi. Przy włączonych rozszerzeniach poleceń polecenie SET zmienia się następująco: polecenie SET wyświetli wartość wszystkich zmiennych, których prefiks odpowiada, wywołane tylko z nazwą zmiennej, bez znaku równości lub wartości. Jeśli nazwy tej zmiennej nie można znaleźć w środowisku, to polecenie SET nada zmiennej ERRORLEVEL wartość 1. Deklaruje procedurę set właściwości używaną do przypisywania wartości do właściwości. Polecenie SET może być przykładowo używane do oszacowania wyrażenia matematycznego. Pozwala obliczyć podstawowe matematyczne wyrażenie i przypisać je do zmiennej. SET można użyć z poleceniem GOTO i IF do tworzenia sekwencji liczb. Specjalne znaczenie ma zmienna środowiskowa PATH. Określa ona, w którym miejscu - poza aktualnie wybranym folderem - poszukiwany jest program odpowiadający komendzie wpisanej w linii poleceń. Do ustawiania tej zmiennej służy wpisana w linii tryb komenda PATH z argumentem - listą katalogów. Polecenie SET ustawia również bieżące zasady inspekcji. Instrukcja polecenia jest używana do określania zmiennych skryptu. Mogą być służące do zastępowania ciągów znaków, ścieżek, dysków itp. To polecenie również działa w systemie Linux - służy do ustawiania i usuwania określonych flag lub ustawień w środowisku powłoki.

## Części
accessmodifier
Opcjonalnie w co najwyżej jednej z instrukcji Get i Set w tej właściwości. Może być jednym z następujących elementów:
- Chronione
- Friend

Opcjonalny. Parametr zawierający nową wartość właściwości. Jeśli nie podano, zdefiniowany jest niejawny parametr o nazwie value. Typ danych tego niejawnego parametru to typ danych właściwości, w której jest zadeklarowana ta Set instrukcja.

## Reguły
Jeśli definiujesz właściwość read-write, opcjonalnie możesz określić in. poziom dostępu dla Get procedury lub Set

## Zachowanie
Gdy procedura powróci do kodu wywołującego, pod warunkiem, że wartość ma być przechowywana wykonanie będzie kontynuowane po instrukcji.